# Freguesia
Una freguesia è il secondo livello di unità amministrativa locale del Portogallo, è definita dalla Costituzione del Portogallo del 1976. Il termine può essere tradotto in italiano come "località", "parrocchia civile", "curazia" o "frazione".

## Portogallo
La freguesia è una suddivisione dell'unità amministrativa di livello superiore chiamata concelho/municipio. La freguesia è amministrata da una giunta (Junta de Freguesia) eletta da un'assemblea.
Ogni concelho può essere suddiviso in più freguesias. Solo sei di esse in Portogallo coincidono con il rispettivo comune: Alpiarça, Barrancos, Corvo, Porto Santo, São Brás de Alportel e São João da Madeira. Barcelos è il comune con il più alto numero di freguesias, 61.
Prima della riforma degli enti locali del 2013 i 308 municipi erano suddivisi in 4259 freguesias. Nel 2011, dopo oltre due settimane di negoziazione col Fondo Monetario Internazionale, la Banca centrale europea e la Commissione europea per evitare l'insolvenza sovrana il governo portoghese si impegnò a ridurre il numero di enti locali a partire dal luglio 2012. Il governo di Pedro Passos Coelho introdusse un piano per la riforma amministrativa e territoriale degli enti locali ed in particolare dei concelho e delle freguesia. Oltre alla riduzione del numero degli enti il piano prevedeva anche il ridimensionamento del numero di partecipanti all'amministrazione locale.
La riforma fu attuata con una legge del 28 gennaio 2013 che ridefinì l'organizzazione delle freguesia. In seguito alla riforma il numero di freguesia è stato ridotto da 4259 a 3091.

## Capo Verde
Il termine freguesia è usato nell'ex territorio portoghese di Capo Verde dove le freguesias sono il secondo livello amministrativo dopo i 22 comuni (concelhos). Non tutti i comuni sono suddivisi in freguesias, queste sono in totale 32.